# ازیکیل چروتی
ازیکیل چروتی (انگلیسی: Ezequiel Cerutti؛ زادهٔ ۱۷ ژانویهٔ ۱۹۹۲) بازیکن فوتبال اهل آرژانتین است.
از باشگاه‌هایی که در آن بازی کرده‌است می‌توان به باشگاه ورزشی سن لورنسو آلماگرو و باشگاه فوتبال استودیانتس اشاره کرد.